# Peixe-borboleta-limão
O peixe-borboleta-limão (Chaetodon miliaris), é uma espécie de peixe-borboleta nativa do Oceano Pacífico, sendo endêmico do Havaí e do Atol Johnson. Seu nome popular havaiano é lau-wiliwili, que significa ''folha da árvore wiliwili'', pois sua coloração amarela chamativa lembra a cor dos frutos e das folhas do wiliwili (Erythrina sandwicensis), espécie fabácea nativa do arquipélago havaiano.
É uma espécie muito abundante, podendo formar grandes cardumes, mas pode ser um pouco territorial com espécies de coloração similar. Vivem em recifes de corais rasos para paredões profundos, além de poderem ser encontrados em lagunas coralinas e em poças de maré na maré baixa. Assim como os outros peixes-borboleta, se alimentam de pequenos invertebrados que vivem entre os ramos de coral, como crustáceos e poliquetas. Por possuir uma coloração amarelo vibrante, é frequentemente procurado por aquaristas.
O peixe-borboleta-limão é endêmico do arquipélago havaiano, podendo ser encontrado em Kauai para Oahu, Molokai, Maui e Hawaii, incluindo Atol Kure, Atol Johnston e Atol Midway.